# Chameleon (album Tomasza Stańki)
Chameleon – album polskiego trębacza jazzowego Tomasza Stańki, nagrany w Grecji wraz z Januszem Skowronem i Apostolisem Anthimosem.
Nagrania zarejestrowano w Spectrum Recording Studio w Atenach. Winylowy LP wydany został w 1989  przez grecką wytwórnię Utopia (1002). W 2006 ukazała się reedycja na płycie CD, którą wydała firma Metal Mind Productions MMP CD DG 0401.

## Muzycy
- Tomasz Stańko – trąbka
- Janusz Skowron – fortepian, syntezator, perkusja (sample)
- Apostolis Anthimos – gitara elektryczna, gitara basowa, perkusja, instrumenty perkusyjne, syntetyzer gitary

## Lista utworów
Strona A
| 1. | „Madmoiselle Ka” (Stańko)                | 4:42  |
|    |                                          |       |
| 2. | „Euforila” (Stańko)                      | 5:00  |
|    |                                          |       |
| 3. | „Hej!” (Stańko)                          | 5:00  |
|    |                                          |       |
| 4. | „Balladella” (Stańko, Anthimos, Skowron) | 3:41  |
|    |                                          |       |
|    |                                          | 18:23 |
|    |                                          |       |
Strona B
| 1. | „Whistle Walk” (Skowron)                  | 4:23  |
|    |                                           |       |
| 2. | „Green Song” (Stańko, Anthimos, Skowron)  | 2:16  |
|    |                                           |       |
| 3. | „Chameleon” (Stańko)                      | 5:29  |
|    |                                           |       |
| 4. | „Gray Flower” (Stańko, Anthimos, Skowron) | 2:51  |
|    |                                           |       |
| 5. | „Babylon Samba” (Stańko)                  | 6:13  |
|    |                                           |       |
|    |                                           | 21:12 |
|    |                                           |       |
Utwory bonusowe (CD – MMP, 2006)
1. Violet Liquor  (Stańko)  3:59
2. Illusion  (Stańko, Anthimos, Skowron)  3:50

## Informacje uzupełniające
- Produkcja, nagrania, miksowanie, zdjęcie na okładce – Vangelis Katsoulis
- Miksowanie – Thymios Papadopulos
- Projekt graficzny okładki – Sophia Klouvatou